# Kallurunaganahalli Kaval, Mysore
Kallurunaganahalli Kaval là một làng thuộc tehsil Mysore, huyện Mysore, bang Karnataka, Ấn Độ.